# Carballo (Samos)
Carballo (llamada oficialmente San Xil de Carballo) es una parroquia y una aldea española del municipio de Samos, en la provincia de Lugo, Galicia.

## Organización territorial
La parroquia está formada por una entidad de población:
- San Xil

## Demografía
Gráfica demográfica de la aldea de San Xil y de la parroquia de Carballo según el INE español:
| Gráfica de evolución demográfica de Carballo entre 2000 y 2021 |
|                                                                |
| Datos según el nomenclátor publicado por el INE.               |